# Bolivia en la Copa Mundial de Fútbol
La Selección de fútbol de Bolivia, ha estado presente en tres ediciones de la Copa Mundial de Fútbol.
Ninguna ocasión ha clasificado a la segunda fase, y en cuanto a resultados, el marcador más abultado obtenido en contra en copas mundiales fue el 8:0 ante Uruguay en la Copa Mundial de Brasil 1950.
La selección de Bolivia se encuentra en la sexagésima octava posición general de la clasificación histórica de este certamen. Hasta la Copa Mundial de 1994 ha disputado 6 partidos, en los cuales ha obtenido 1 empate y 5 derrotas; en cuanto a goles se refiere, ha marcado 1 gol y recibido 20.
En cuanto el apartamento goleador, Erwin Sánchez con su única anotación en la Copa Mundial de Futbol de 1994 es el máximo goleador boliviano en este torneo.

## Uruguay 1930

### Grupo B
| Equipo     | Pts | PJ | PG | PE | PP | GF | GC | Dif |
| ---------- | --- | -- | -- | -- | -- | -- | -- | --- |
| Yugoslavia | 4   | 2  | 2  | 0  | 0  | 6  | 1  | 5   |
| Brasil     | 2   | 2  | 1  | 0  | 1  | 5  | 2  | 3   |
| Bolivia    | 0   | 2  | 0  | 0  | 2  | 0  | 8  | -8  |

| 17 de julio de 1930, 12:45 | Yugoslavia                                      | 4:0 (0:0) | Bolivia | Estadio Parque Central, Montevideo                             |                                                                |
|                            | Beck 60' 67' · Marjanovic 65' · Vujadinovic 85' | Reporte   |         | Asistencia: 18 306 espectadores Árbitro(s): Francisco Mateucci | Asistencia: 18 306 espectadores Árbitro(s): Francisco Mateucci |

| 20 de julio de 1930, 13:00 | Brasil                               | 4:0 (1:0) | Bolivia | Estadio Centenario, Montevideo                          |                                                         |
|                            | Moderato 37' 73' · Preguinho 57' 83' | Reporte   |         | Asistencia: 25 466 espectadores Árbitro(s): John Balway | Asistencia: 25 466 espectadores Árbitro(s): John Balway |

### Estadísticas
| Equipo | Equipo  | Pts | PJ | PG | PE | PP | GF | GC | Dif | Rend  |
| ------ | ------- | --- | -- | -- | -- | -- | -- | -- | --- | ----- |
| 11     | Bélgica | 0   | 2  | 0  | 0  | 2  | 0  | 4  | -4  | 0,00% |
| 12     | Bolivia | 0   | 2  | 0  | 0  | 2  | 0  | 8  | -8  | 0,00% |
| 13     | México  | 0   | 3  | 0  | 0  | 3  | 4  | 13 | -9  | 0,00% |

## Brasil 1950

### Grupo A
| Equipo  | Pts | PJ | PG | PE | PP | GF | GC | Dif |
| ------- | --- | -- | -- | -- | -- | -- | -- | --- |
| Uruguay | 2   | 1  | 1  | 0  | 0  | 8  | 0  | 8   |
| Bolivia | 0   | 1  | 0  | 0  | 1  | 0  | 8  | -8  |

| 2 de julio de 1950, 15:00 | Uruguay                                                                          | 8:0 (4:0) | Bolivia | Estádio Independência, Belo Horizonte                    |                                                          |
|                           | Míguez 14', 40', 51' · Vidal 18' · Schiaffino 23', 54' · Pérez 83' · Ghiggia 87' | Reporte   |         | Asistencia: 5 284 espectadores Árbitro(s): George Reader | Asistencia: 5 284 espectadores Árbitro(s): George Reader |

### Estadísticas
| Equipo | Equipo   | Pts | PJ | PG | PE | PP | GF | GC | Dif | Rend |
| ------ | -------- | --- | -- | -- | -- | -- | -- | -- | --- | ---- |
| 11     | Paraguay | 1   | 2  | 0  | 1  | 1  | 2  | 4  | -2  | 25%  |
| 12     | México   | 0   | 3  | 0  | 0  | 3  | 2  | 10 | -8  | 0%   |
| 13     | Bolivia  | 0   | 0  | 0  | 0  | 1  | 0  | 8  | -8  | 0%   |

## Estados Unidos 1994

### Grupo C
| Equipo        | Pts | PJ | PG | PE | PP | GF | GC | Dif |
| ------------- | --- | -- | -- | -- | -- | -- | -- | --- |
| Alemania      | 7   | 3  | 2  | 1  | 0  | 5  | 3  | 2   |
| España        | 5   | 3  | 1  | 2  | 0  | 6  | 4  | 2   |
| Corea del Sur | 2   | 3  | 0  | 2  | 1  | 4  | 5  | -1  |
| Bolivia       | 1   | 3  | 0  | 1  | 2  | 1  | 4  | -3  |

| 17 de junio de 1994, 14:00 CDT | Alemania      | 1:0 (0:0) | Bolivia | Soldier Field, Chicago                                           |                                                                  |
|                                | Klinsmann 61' | Reporte   |         | Asistencia: 63 117 espectadores Árbitro(s): Arturo Brizio Carter | Asistencia: 63 117 espectadores Árbitro(s): Arturo Brizio Carter |

| 23 de junio de 1994, 19:30 EDT                   | Corea del Sur | 0:0     | Bolivia | Foxboro Stadium, Boston                                    |                                                            |
|                                                  |               | Reporte |         | Asistencia: 54 453 espectadores Árbitro(s): Leslie Mottram | Asistencia: 54 453 espectadores Árbitro(s): Leslie Mottram |
| Primer y único punto en la actualidad de Bolivia |               |         |         |                                                            |                                                            |

| 27 de junio de 1994, 15:00 CDT                                                         | Bolivia     | 1:3 (0:1) | España                                   | Soldier Field, Chicago                                      |                                                             |
|                                                                                        | Sánchez 67' | Reporte   | Guardiola 19' (pen.) · Caminero 66', 70' | Asistencia: 63 089 espectadores Árbitro(s): Rodrigo Badilla | Asistencia: 63 089 espectadores Árbitro(s): Rodrigo Badilla |
| Erwin Sánchez convierte el único gol que tiene Bolivia en un Mundial en la actualidad. |             |           |                                          |                                                             |                                                             |

### Estadísticas
| Equipo | Equipo        | Pts | PJ | PG | PE | PP | GF | GC | Dif | Rend  |
| ------ | ------------- | --- | -- | -- | -- | -- | -- | -- | --- | ----- |
| 20     | Corea del Sur | 2   | 3  | 0  | 2  | 1  | 4  | 5  | -1  | 22,2% |
| 21     | Bolivia       | 1   | 3  | 0  | 1  | 2  | 1  | 4  | -3  | 11,1% |
| 22     | Camerún       | 1   | 3  | 0  | 1  | 2  | 3  | 11 | -8  | 11,1% |

### Goleadores y asistencias
| Jugador       | Anotado | A. | Min. |
| ------------- | ------- | -- | ---- |
| Erwin Sánchez | 1       | 0  | 270  |